# Prąd zawiesinowy
Prąd zawiesinowy – rodzaj podwodnego prądu gęstościowego, w którym gęstsza od otoczenia zawiesina okruchów skalnych spływa pod wpływem grawitacji, a osadzanie się ładunku powstrzymywane jest głównie przez turbulencję ośrodka.
Prądy zawiesinowe występują powszechnie na szelfach i stokach kontynentalnych i są odpowiedzialne za transport osadów ze zlewisk do głębokich partii oceanów. Ich cechą charakterystyczną jest zdolność do płynięcia po bardzo słabo nachylonych stokach (nawet poniżej 1°), a więc w miejscach, gdzie zamierają ruchy masowe. Prądy zawiesinowe potrafią jednak osiągać znaczne prędkości (do 20 m/s) i mogą powodować np. uszkodzenia kabli podmorskich.

## Kontekst fizyczny i sedymentologiczny
Prądy zawiesinowe, jak sama nazwa wskazuje, transportują zawiesinę. Siłą podtrzymującą cząstki osadu w wodzie są chaotyczne ruchy cieczy związane głównie z turbulencją, a nie pęd strumienia wody, jak ma to miejsce w typowym przypadku unoszenia okruchów skalnych przez nurt rzeki. Depozycja osadu nie zachodzi, dopóki siła grawitacji działająca na cząstkę ma mniejszą wartość od wypadkowej siły ruchów cieczy skierowanej w górę; czasem mówi się po prostu, że materiał w zawiesinie jest w stanie nieważkości. Istnieje więc graniczny rozmiar cząstki, która może zostać porwana przez prąd zawiesinowy; przy typowych parametrach naturalnych prądów zawiesinowych transportowane są jeszcze drobne piaski (średnica ziarna do ok. 0,2 mm), jednak grubszy materiał pozostaje na dnie. Im większe nachylenie stoku, tym większa zdolność unoszenia. Prąd zawiesinowy, który przerwał serię kabli podmorskich w Nowej Fundlandii w 1929 roku, unosił ziarna osiągające średnicę 2 centymetrów.
W środowisku podmorskim obok prądów zawiesinowych osady transportowane są w kierunku basenu oceanicznego również na inne sposoby, np. przez spływy rumoszowe i osuwiska. Są to zjawiska masowe, w przypadku których siłą podtrzymującą przepływ nie jest turbulencja, lecz zjawiska takie, jak tarcie o siebie cząstek, zderzenia odbijających się od siebie ziaren czy ciśnienie wody porowej. Spływy rumoszowe tworzą nieregularne depozyty o słabym wysortowaniu, natomiast prądy zawiesinowe pozostawiają po sobie charakterystyczne warstwowane formy sedymentacyjne zwane turbidytami.

## Ewolucja prądu zawiesinowego

### Powstawanie w warunkach naturalnych
Prądy zawiesinowe mogą być inicjowane przez nagłe wydarzenie w rodzaju trzęsienia ziemi, które zaburza równowagę zbocza i rozpoczyna ruch zawiesiny w dół. W ten sposób powstają najczęściej krótkie, gwałtowne epizody transportu zawiesiny, które przenoszą niewielką ilość osadu. Występują również prądy, w których zawiesina jest stale dostarczana, np. z delty – powstają wtedy długotrwałe formy, które mogą sięgać na setki kilometrów w głąb basenu i deponować grube warstwy osadów. Na przedłużeniu ujść wielkich rzek znajdują się obszary ciągłego powstawania prądów zawiesinowych.
Pickering i in. (1989) podają ogółem 6 najczęściej postulowanych w literaturze mechanizmów powstawania prądów zawiesinowych:
- bezpośredni dopływ zawiesiny z delty,
- spontaniczne lub wywołane drganiami upłynnienie (zob.: tiksotropia), inicjujące przepływ turbulentny,
- erozja czoła spływu rumoszowego z uwolnieniem "pióropusza" zawiesiny,
- rozcieńczenie czoła wielkiego osuwiska,
- rozprowadzenie osadów u ujścia kanionu podmorskiego wywołane gwałtownymi ruchami wody oceanicznej (np. sztormem),
- uwolnienie rozrzedzonego materiału ze spływu rumoszowego wywołane odskokiem hydraulicznym.

### Struktura dojrzałego prądu
Za główną masą płynącego prądu zawiesinowego ciągnie się rozrzedzony ogon rzadszej zawiesiny. Najgrubsze frakcje transportowane są w górnej części ciała prądu, zaś przy dnie przesuwają się najdrobniejsze pyły i iły. W rezultacie w zatrzymanym prądzie zawiesinowym powstaje charakterystyczna sekwencja zwana sekwencją Boumy.
Interesującym, ale nie do końca potwierdzonym zjawiskiem jest tzw. "samopodtrzymywanie" (autosuspension) przepływu prądu zawiesinowego zaproponowane przez R. A. Bagnolda w latach 60.. Zgodnie z propozycją Bagnolda, dodatkowa masa porwanych przez prąd grubszych ziaren zwiększa różnicę gęstości między prądem a jego otoczeniem, co z kolei przyczynia się do wzrostu prędkości przepływu. Większa prędkość oznacza natomiast silniejszą turbulencję, która pozwala na podtrzymanie porwanych ziaren w zawiesinie. Opisane sprzężenie zwrotne limitowane jest przez dyssypację energii w postaci ciepła, turbulencji i in. Nie jest do końca jasne, na ile model ten odpowiada rzeczywistości; niektórzy autorzy kwestionują możliwość podtrzymywania przepływu w ten sposób ze względu na znaczne straty energii. W jednej z analiz podano, że jedynie 2% energii prądu zawiesinowego dostępne jest na podtrzymywanie osadów, reszta zaś tracona jest na pokonywanie oporu na granicy prądu, ciepło i inne.

### Depozycja
Wraz z malejącym nachyleniem stoku spada prędkość przepływu i w końcu dochodzi do depozycji. Część najdrobniejszego osadu zostaje po drodze porwana przez prądy termohalinowe, konturytowe (contour current), lutytowe (lutite flow) i inne rezerwuary osadów głębokomorskich. Z drugiej strony możliwe jest porwanie przez prąd zawiesinowy części osadów zalegających na dnie, zwłaszcza, gdy prąd z różnych przyczyn przyspiesza. Ostateczny skład i struktura sedymentów wynika więc z ostatecznej gęstości i tempa spadku prędkości prądu. Więcej informacji na ten temat znajduje się w artykule o turbidytach.
Turbidyty stanowią znaczącą część osadów morskich, zaś składający się z nich flisz występuje jako istotny składnik masy skalnej wciągniętej w łańcuch górski w procesie orogenezy kompresyjnej. Wszystkie współczesne baseny oceaniczne okolone są od strony mas kontynentalnych warstwami turbidytów przeplatającymi się z osadami spływów rumoszowych, konturytami i in.